# Tristan da Cunha
Tristan da Cunha vulkanikus szigetcsoport, illetve annak főszigete a dél-Atlanti-óceánon, 2816 kilométerre Dél-Afrikától és 3360 kilométerre Dél-Amerikától. Tristan da Cunha legmagasabb pontja: Queen Mary's Peak, 2062 m. Egyetlen települése és egyben székhelye, Edinburgh of the Seven Seas, a világ legelszigeteltebb lakott településének számít, a legközelebbi falu 2460 kilométerre északra, Szent Ilona szigetén van.

## Fekvése
- Tristan da Cunha a következő szigetekből és szigetcsoportokból áll:
  - Tristan da Cunha (fősziget) (d. sz. 37° 06′ 44″, ny. h. 12° 16′ 56″37.112222°S 12.282222°W) (terület: 98 km²)
  - Inaccessible-sziget (d. sz. 37° 19′ 00″, ny. h. 12° 44′ 00″37.316667°S 12.733333°W) (terület: 14 km²)
  - Nightingale-szigetek (terület: 3,4 km²)
    - Nightingale-sziget (d. sz. 37° 25′ 58″, ny. h. 12° 28′ 31″37.432778°S 12.475278°W) (terület: 3,2 km²)
    - Middle-sziget (terület: 0,1 km²)
    - Stoltenhoff-sziget (terület: 0,1 km²)

  - Gough-sziget (d. sz. 40° 20′, ny. h. 10° 00′40.333333°S 10.000000°W) (Diego Alvarez) (terület: 91 km²)

## Földrajza
A fősziget egy 2062 méter magas, 11 kilométeres átmérőjű kör alaprajzú vulkáni kúp. Oldalai meredekek, speciális felszerelés nélkül csak néhány helyen lehet rá felkapaszkodni. A kúp tövénél másodlagos vulkáni kitörések nyomán kisebb platók keletkeztek. A legnagyobb sík terület 6 kilométer hosszú és 600 méter széles. Itt élnek a sziget lakosai az Edinburgh of the Seven Seas nevű faluban, amit általában csak „a településnek” neveznek.
Éghajlata hűvös, viharos, csapadékos, de igazán hideg soha nincsen. A növényzet ezért szinte szubtrópusi. A fauna viszont az Antarktisz „közelsége” miatt szubarktikus, fókák, pingvinek, albatroszok élnek a szigeten. Több endemikus, röpképtelen madárfaj is kialakult az elszigeteltség körülményei között.

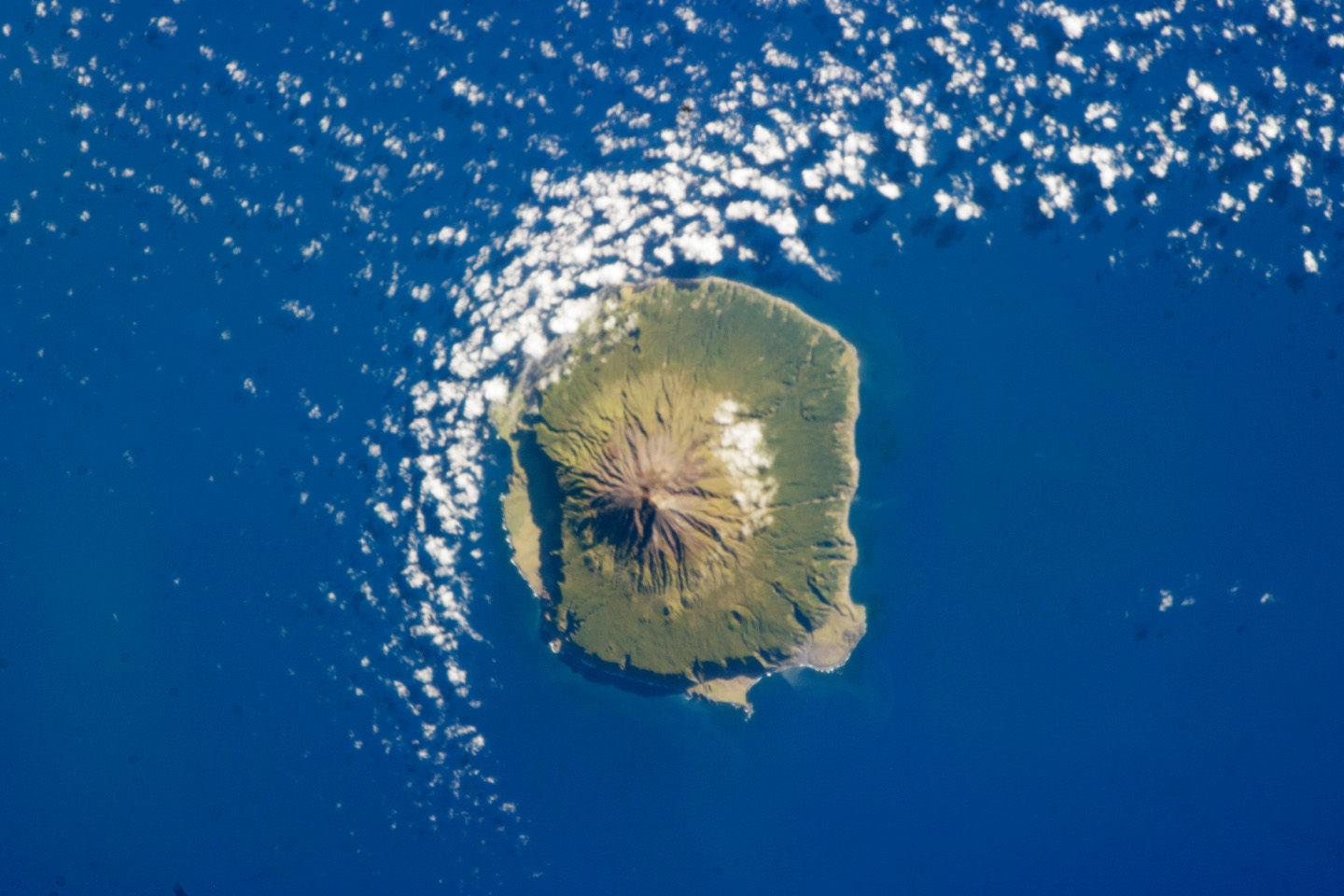
Tristan da Cunha fő szigetének műholdas képe

## Története
A szigetcsoportot Tristão da Cunha portugál admirális fedezte fel 1506-ban, partraszállását azonban a viharos tenger nem tette lehetővé. Az Atlanti-óceán viharainak gyakran kitett, lakatlan szigetcsoportot elsőként 1767-ben francia hajósok térképezték fel. Első állandó lakosa és egyben tulajdonosa, az 1810-ben idetelepedett amerikai Jonathan Lambert volt, akinek 1812-ben bekövetkezett halálát követően 1816-ban Nagy-Britanniához csatolták. A Szent Ilona szigeten száműzetésben élő Bonaparte Napóleon őrzésére az angolok helyőrséget telepítettek Tristan da Cunha szigetre, de a száműzött 1821-ben bekövetkezett halálát követően a helyőrséget áthelyezték, csak néhány telepes, William Glass és felesége valamint két társa maradtak a szigeten. Lakóinak száma 1897-ben 64-re, 1909-ben 95-re emelkedett.

## Közigazgatás

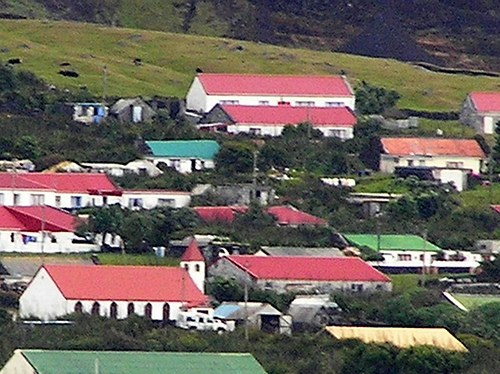
Edinburgh of the Seven Seas

Közigazgatásilag Szent Ilona, Ascension és Tristan da Cunha brit tengerentúli terület autonóm része.

## Gazdaság
A helyi lakosság halászatból (pl.: a legjobbnak tartott languszta, Jasus paulensis, mely a címerében is szerepel), és hajójavításból él, valamint jelentős bevétele származik a bélyegkibocsátásból. A lakók önellátásra rendezkedtek be.

## Demográfia
A szigetek népessége 271 fő, őseik az Egyesült Királyságból, Hollandiából, az Amerikai Egyesült Államokból és Olaszországból származtak. Legnépesebb város (egyben az egyetlen település): Edinburgh of the Seven Seas. A lakosok 2003-ig összesen 7 családnevet viseltek (Glass, Hagan, Repetto, Lavarello, Swain, Green, Rogers), a kb. 80 család rokona egymásnak.

### Vallások
Legfőbb vallások az anglikán és a katolikus kereszténység.

### Nyelvek
Hivatalos nyelv az angol.

### Népsűrűség
A szigetcsoport népsűrűsége 1,3 fő/km².

## Közlekedés
Egyetlen kikötő létesít kapcsolatot a külvilággal.